# Fatos Kongoli
Fatos Kongoli (Elbasan, 12 gennaio 1944) è uno scrittore albanese.
Ha studiato scienze matematiche tra l'università di Pechino e quella di Tirana dove si è laureato nel 1967. Ha lavorato per un lungo periodo presso la casa editrice Naim Frasheri come giornalista letterario e redattore.
Oggi è uno dei maggiori esponenti della letteratura contemporanea albanese. 
Il suo primo successo fu il romanzo I Humburi scritto nel 1991.

## Opere
- Tregime - 1978
- Ne të tre (1985),
- Karuseli (1990),
- I humburi (1992),
- Kufoma (1994),
- Dragoi i fildishtë (1999)
- Ëndrra e Damokleut (2004, Il sogno di Damocle),
- Lëkura e qenit (2003),
- Te porta e Shën Pjetrit (2005)
- Jetë në një kuti shkrepësesh, roman, 2007,
- Bolero në vilën e pleqve, roman, 2008,
- Iluzione në sirtar, roman, 2010,
- Si-do-re-la, roman, 2

| Controllo di autorità | VIAF (EN) 51808941 · ISNI (EN) 0000 0001 1641 8151 · SBN UBOV099414 · LCCN (EN) n93102818 · GND (DE) 121468496 · BNE (ES) XX4794286 (data) · BNF (FR) cb125744611 (data) · J9U (EN, HE) 987007334623505171 |